# Sudaria sarasinorum
Sudaria sarasinorum – gatunek kosarza z podrzędu Laniatores i rodziny Assamiidae.

## Występowanie
Gatunek występuje na wyspie Celebes.